# Жеђ (филм из 1971)
Жеђ (мкд. Жед) је југословенски играни филм на македонском језику први пут приказан 4. фебруара 1971. године. Режирао га је Димитре Османли а сценарио је написао Живко Чинго.

## Радња
Радња филма је смештена у забачено и сиромашно планинско село где готово сви мушкарци одлазе у печалбу.
Протагонисткиње су три учитељице које и у таквим околностима покушавају пронаћи љубавну срећу.

## Улоге
| Глумац                 | Улога                          |
| ---------------------- | ------------------------------ |
| Неда Спасојевић        | Катерина (као Неда Спасоевикј) |
| Дарко Дамевски         | Игнат                          |
| Павле Вуисић           | Трендафил (вујче од Америка)   |
| Снежана Стамеска       | Емица                          |
| Ацо Јовановски         | Марко                          |
| Никола Коле Ангеловски | Поп Ефтим                      |
| Петре Прличко          | Деда                           |
| Сабина Ајрула          | Николина                       |
| Драги Костовски        | Виктор                         |
| Јадвига Митревска      |                                |
| Предраг Дишљенковић    |                                |
| Димче Трајковски       |                                |

Остале улоге  ▼
| Глумац             | Улога |
| ------------------ | ----- |
| Коста Џековски     |       |
| Мелихате Ајети     |       |
| Нада Гешовска      |       |
| Блашка Дишљенковић |       |
| Вукан Диневски     |       |
| Весна Вртева       |       |
| Панче Камџик       |       |
| Аце Ђорчев         |       |
| Рамадан Махмут     |       |
| Љиљана Баковић     |       |